# Abelmoschus muliensis
Abelmoschus muliensis är en malvaväxtart som beskrevs av Feng. Abelmoschus muliensis ingår i släktet Abelmoschus och familjen malvaväxter. Inga underarter finns listade i Catalogue of Life.